# Parco nazionale Blå Jungfrun
Il parco nazionale Blå Jungfrun ("la vergine blu") è un parco nazionale della Svezia nella contea di Kalmar . 

## Provvedimenti istitutivi
È stato istituito nel 1926 con una ripresa del provvedimento nel 1988. Fa parte della rete Natura 2000.

## Territorio

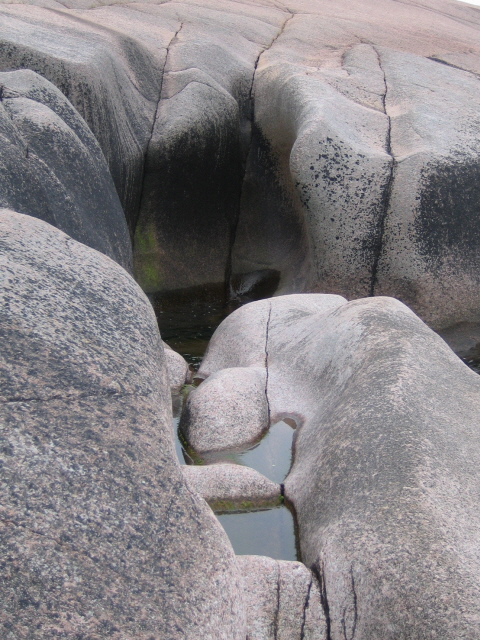
Particolare

Il parco nazionale di Blå Jungfrun occupa una superficie di 198 ha su un'isola dalle ampie pareti di granito rosso. 

## Storia
Per secoli l'isola è rimasta isolata e rappresentava un punto di riferimento - limite per i marinai. Una delle prime visite all'isola di cui abbiamo notizia risale al 1741, quando fu meta del famoso botanico Carl von Linné. Oggi il parco nazionale rappresenta un'attrazione per botanici e naturalisti. Sull'isola si conserva un ecosistema particolare.